# Gare de Landerneau
Gare de Landerneau – stacja kolejowa w Landerneau, w departamencie Finistère, w regionie Bretania, we Francji.
Stacja została otwarta przez compagnie des chemins de fer de l'Ouest. Dziś jest stacją Société nationale des chemins de fer français (SNCF), obsługiwaną przez pociągi TGV Atlantique kursujących między Brest i Paris-Montparnasse i regionalnych pociągów TER Bretagne między Rennes] i Brest, Quimper i Morlaix.